# جامعة رافائيل لانديبار
جامعة رافائيل لانديبار (بالإنجليزية: Rafael Landívar University)‏ هي جامعة، تأسست في 1960، في غواتيمالا.
جامعة رافائيل لانديبار (Universidad Rafael Landívar) هي مؤسسة تعليمية كاثوليكية خاصة تأسست عام 1961 في مدينة غواتيمالا، وتُدار من قبل جمعية يسوع (اليسوعيين). تُعدّ هذه الجامعة من أبرز الجامعات في غواتيمالا، حيث تقدم برامج أكاديمية متنوعة وتُسهم في التنمية الاجتماعية والثقافية للبلاد.

## النشأة والتاريخ
تأسست الجامعة في 18 أكتوبر 1961، وبدأت نشاطها الأكاديمي في 22 يناير 1962 بـ138 طالبًا موزعين على ثلاث كليات: العلوم الاقتصادية والإدارية، العلوم القانونية والاجتماعية، والعلوم الإنسانية. سُميت الجامعة تيمّنًا بالشاعر الغواتيمالي اليسوعي رافائيل لانديبار.

## الحرم الجامعي والفروع
يقع الحرم الجامعي الرئيسي في منطقة فيستا هيرموسا الثالثة (Vista Hermosa III) في المنطقة 16 من مدينة غواتيمالا. تضم الجامعة أيضًا فروعًا في عدة مناطق من البلاد، بما في ذلك كويتزالتينانغو، هويهويتينانغو، كوبان، زاكابا، وغيرها، مما يُمكّنها من تقديم التعليم العالي في مختلف أنحاء غواتيمالا.

## البرامج الأكاديمية
تقدم الجامعة مجموعة واسعة من البرامج الأكاديمية عبر تسع كليات، تشمل:
- كلية الهندسة
- كلية العلوم الاقتصادية والإدارية
- كلية العلوم القانونية والاجتماعية
- كلية العلوم السياسية والاجتماعية
- كلية العلوم البيئية والزراعية
- كلية العلوم الصحية
- كلية العلوم الإنسانية
- كلية العمارة والتصميم
- كلية اللاهوت

بالإضافة إلى برامج البكالوريوس، تقدم الجامعة برامج ماجستير ودكتوراه في مجالات متعددة.

## المرافق والخدمات
تضم الجامعة مكتبة "الدكتور إيسيدرو إريارتي، س.ي." التي تحتوي على أكثر من 400,000 وثيقة مطبوعة، بالإضافة إلى موارد إلكترونية واسعة. كما توفر الجامعة مختبرات متقدمة، مثل مركز "TEC Landívar" الذي يضم 42 مختبرًا في مجالات متعددة، بما في ذلك مرصد فلكي.

## الالتزام الاجتماعي
تُولي الجامعة أهمية كبيرة للمسؤولية الاجتماعية، حيث تقدم خدمات مجانية للمجتمع من خلال مراكز مثل "Bufete Popular" الذي يوفر استشارات قانونية، و"Centro Landivariano de Práctica y Servicios de Psicología" الذي يقدم خدمات نفسية.

## الاعتراف والتصنيف
في عام 2016، احتلت الجامعة المرتبة 262 في تصنيف QS للجامعات في أمريكا اللاتينية، مما يعكس مكانتها الأكاديمية المرموقة في المنطقة.

## الموقع الرسمي
للمزيد من المعلومات، يمكن زيارة الموقع الرسمي للجامعة.